# شعر بی‌پایان
شعر بی‌پایان (به اسپانیایی: Poesía sin fin) فیلمی درام و زندگی‌نامهای به نویسندگی و کارگردانی آلخاندرو خودوروفسکی محصول مشترک شیلی و فرانسه است. این فیلم در دو هفته کارگردانان جشنواره فیلم کن ۲۰۱۶ نمایش داده شد.

## داستان
این فیلم بازگو کنندهٔ زندگی آلخاندرو خودوروفسکی در دورهٔ نوجوانی و جوانی است که پیدایش هنر درخود و پیروی از آن را به تصویر کشیده‌است.

## بازیگران
- ادن خودوروفسکی درنقش آلخاندرو (جوان)
- جرمیاس هرسکویدس درنقش آلخاندرو (پسر بچه)
- آلخاندرو خودوروفسکی درنقش خودش
- برونتیس خودوروفسکی درنقش خایمه
- پاملا فلورس درنقش سارا و استلا دیاز وارین
- لیندرو تاب درنقش انریکه لین
- خولیا اوندانو درنقش پقنیتا
- فلیپه ریوز درنقش نیکانور پارا
- کارولین کارلسون درنقش ماریا لفوره
- باستین بودنهوفر درنقش کارلوس ایبانز دل کامپو
- فیلیپه پنه درنقش گوستاو بسرا-اسمیت